# 競馬エイト

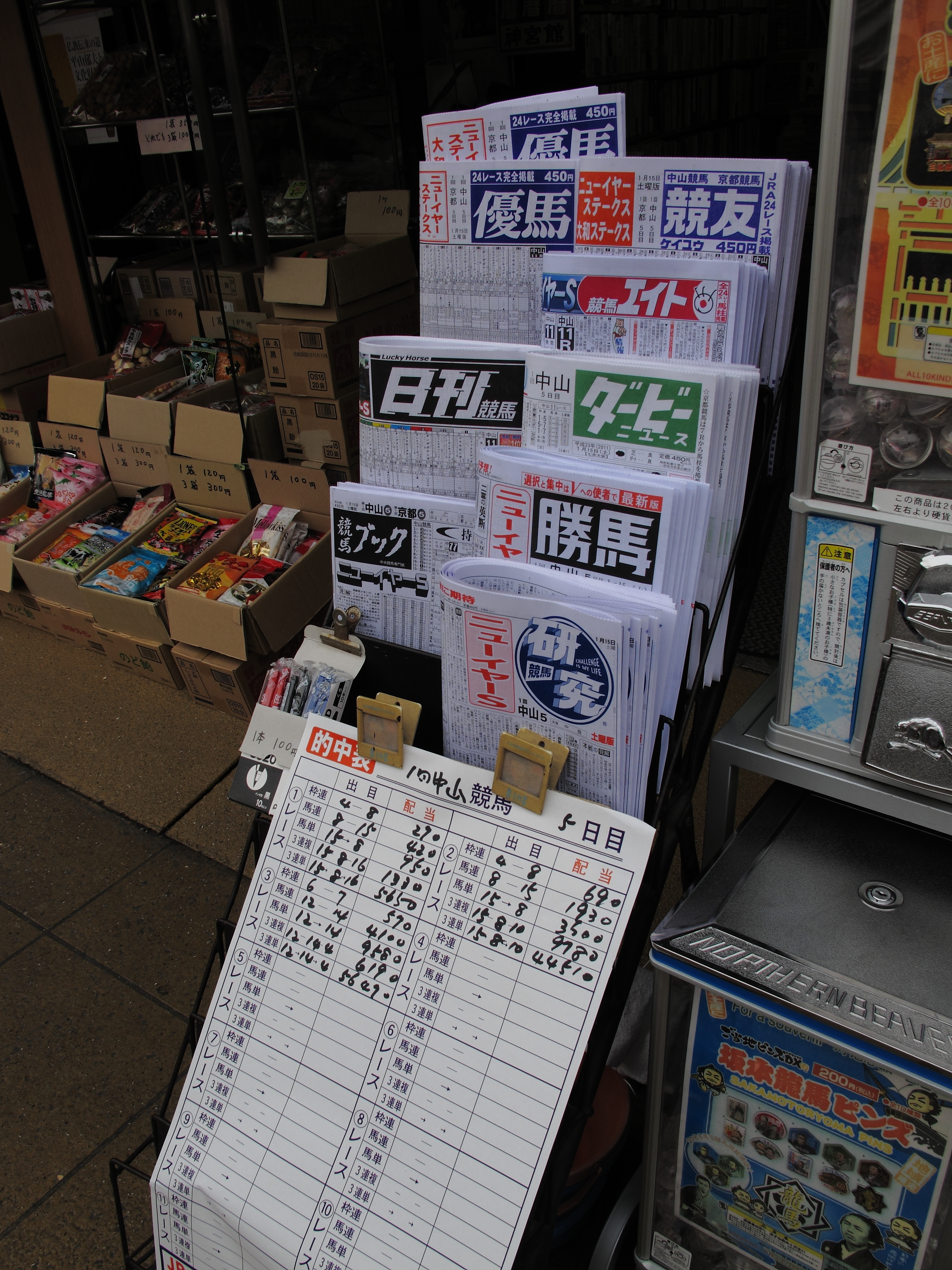
販売されている競馬エイト（右列上から2番目）

競馬エイト（けいばエイト）は、産業経済新聞社が「サンケイスポーツ特別版」として発行している競馬専門紙。1971年（昭和46年）4月25日創刊。

## 概要
1971年（昭和46年）創刊。初代編集長は後にサンスポ編集局長・代表を経て産経新聞社副会長になる近藤俊一郎だった。
毎週中央競馬開催日（原則として土・日曜日）の前日夕刻より全国主要駅売店・コンビニエンスストア、競馬場・ウインズ（WINS）の新聞売店にて販売されている。

産経新聞社から発行されているため、産経新聞販売店からの宅配も行っている。一方で、「サンスポ特別版」として発行されている関係で、日本競馬新聞協会に加盟できないため、場立ちの競馬新聞売場では他の競馬新聞と一緒に売ることが出来ず、競馬エイト専用の競馬新聞売場で売らなければならない（日本競馬新聞協会に加盟している売場は、馬が描かれている黄色の幟がある）など、様々な制約がある。なおかつてはデイリースポーツ（神戸新聞社）発行の『馬サブロー』にも同様の制約があったが、2013年（平成25年）にダービーニュース休刊の際、競馬新聞協会加盟紙と同等の扱いを受けることになり、2024年現在は本紙のみが引き続き制約を受けている。
2012年（平成24年）4月6日発行分より新創刊として紙面を一新、関東版・関西版を全国版として紙面を統一した。
現在、GIレースのメイン馬柱を担当するトラックマンは片桐靖弘（2021年4月より関東主場本紙）、高橋賢司（関西主場本紙、カンテレ『KEIBA BEAT』解説者）、松本ヒロシ（2010年よりフジテレビ解説者）、西山茂樹、山本忍、増井辰之輔（ラジオ大阪・ニッポン放送解説者）の6人であり、中でも看板トラックマンと位置付けているのは東西本紙予想の片桐・高橋と関東の松本、関西の増井の4名である。

## 沿革
1971年（昭和46年）5月15日- 関東版を創刊。創刊時は定価100円。
1975年（昭和50年）3月1日 - 関西版を創刊。
1995年（平成7年） - 定価を350円から400円に値上げ。ロゴカラーをオレンジからレッドに変更。
2012年（平成24年） - 4月6日発行分より新創刊として紙面を一新、関東版・関西版を全国版として紙面を統一。
2013年（平成25年）- ダービーニュース休刊。
2013年（平成25年）10月4日 - 定価を450円から500円に値上げ。
2022年（令和4年）4月 - 定価を500円から550円に値上げ。
2025年（令和7年）4月 - 定価を550円から650円に値上げ。

## トラックマン
テレビ出演に関しては、かつてはJRAのトレーニングセンターで直に馬を見ている時計班所属者が主流であったが、現在は想定班所属者が主となってきている。なお、本紙のトラックマンは産業経済新聞社とフリーランス扱いで契約している非正規雇用者を中心に、一部正規雇用の従業員もいる。また、他の産経新聞社発行媒体では夕刊フジでエイト・GallopのTMが予想を披露することがあったが、サンケイスポーツは電子媒体『サンスポZBAT!競馬』での交流にとどめられている。FCGの外で新聞系列も異なるラジオNIKKEI『中央競馬実況中継』（第1放送・日曜『今日のコラム』および第2放送・午前パドック解説）への出演は関西が主で、関東では滅多にない。

### 関東
- 阿部一広 - 想定班所属、第三場取材専任。元ダービーニュースの阿部一俊の息子。2004年より福島テレビ『エキサイティング競馬』に出演中
- 片桐靖弘 - 東日本主場本紙予想（山本と分担）。2021年4月に山本から引き継いで本紙予想に昇格。ニッポン放送『日曜競馬ニッポン』→『JRA中央競馬中継』→『競馬ショウアップ』（『日曜のへそ』内包）を歴任。他にグリーンチャンネル『トラックマンTV』に出演。
- 佐藤ゆきあき - 時計班所属。BSフジ『BSスーパーKEIBA』『トラックマンTV』に出演。
- 沢田知希 - 時計班所属。『BSスーパーKEIBA』に出演。『日曜競馬ニッポン』パドック解説を歴任。
- 星政彦 - 時計班チーフ。日曜競馬ニッポン→競馬ショウアップ、新潟総合テレビ『NSTみんなのKEIBA』に出演。
- 松本ヒロシ - 想定班所属。フジテレビ『スーパー競馬』に「覆面トラックマン」の芸名で出演した後、『みんなのKEIBA』スタートと同時にレギュラー解説者就任。スカパー・フジテレビONE『競馬予想TV!』MC、グリーンチャンネルパドック解説[注 1]も兼任。
- 椋木宏 - 関東主場キャプテントラックマン兼想定班チーフ。『チャレンジザ競馬』→『スーパー競馬』、『うまッチ!』→『なまうま』、『競馬大王』→『BSフジ競馬中継』などを歴任。
- 椋木翔太郎 - 椋木宏の息子。『NSTみんなのKEIBA』に出演（翔太郎名義）。
- 森田しの - 2025年2月の夕刊フジ廃刊に伴い移籍。
- 山本忍 - 時計班所属、東日本主場本紙予想（片桐と分担）。2021年3月まではレギュラーで本紙予想を担当した。
- 横山英二 - 時計班所属、元東日本主場本紙予想。
- 和田稔夫 - 想定班所属、Gallop本誌予想兼任。なおGallopは1週前展望となるので、開催直前の予想はエイトおよび2025年1月まで夕刊フジ、2025年3月からはサンスポZBAT!競馬に掲載。

### 関西
- 青沼稔 - 時計班所属。2024年7月入社。2019年までフリーアナウンサー（ユウセイプランニング所属）としてラジオ大阪『ドラマティック競馬』実況を担当。
- 門口博光 - 元西日本主場本紙予想担当。DREAM競馬→競馬beat（2011年まで）、OBCドラマティック競馬を歴任。
- 喜多村克利 - DREAM競馬→KEIBA BEAT（テレビ西日本制作版）、グリーンチャンネル（小倉）パドック解説を歴任。
- 坂本和也 - 時計班所属。KEIBA BEAT解説者。『トラックマンTV』にも出演。
- 高橋賢司 - 西日本主場本紙予想担当（藤岡と分担）。DREAM競馬→KEIBA BEAT（2010年1月～）を歴任。
- 津田照之 - 2008年（平成20年）ホースニュース・馬（関西版）より移籍。北海道文化放送『ドラマチック競馬』→『KEIBAプレミア』、グリーンチャンネル解説者。
- 藤岡敬司 - 西日本主場本紙予想担当（古馬1･2勝クラスのみ、高橋と分担）。
- 増井辰之輔 - 『競馬ショウアップ』関西GIレースパドック解説者。

### かつての所属
- 臼井治（関東） - 1979年日刊競馬より移籍。吉田の前任の東日本主場本紙予想担当。定年退職後も日曜競馬ニッポン返し馬解説を務めたが2018年12月23日放送限りで勇退。
- 川田重幸（関西） - 創刊と同時に入社。DREAM競馬、カンテレ『サタうま!』、競馬ニッポンなどを歴任。2011年12月限りで定年退職、2019年に死去。
- 佐藤寿恭（関東） - 1998年1馬から移籍。1馬時代にラジオ日本『日曜競馬実況中継』（2部パドック解説）、移籍後に『BSフジ競馬中継』を歴任。
- 鈴木ショータ（関西） - 2021年に独立し、車上生活しながら『ショータのPDF新聞』を主宰、発行。スカパー!・MONDO TV『競馬バトルロイヤル』などに出演。
- 鈴木由希子（関西） - DREAM競馬、OBCドラマティック競馬を歴任。2017年3月31日限りで退社しフリーの評論家となる。
- 能松均（関東） - 元東日本主場本紙予想担当。2011年12月にGallopへ異動。
- 野城公男（関東） - 夕刊フジを経て、Gallopに異動。
- 播磨政勝（関西） - 1974年（昭和49年）入社、元西日本主場本紙予想担当。2004年に早期退職し、現在はフリーの評論家として日刊ゲンダイなどで執筆。
- 藤岡信三（関東） - 1986年入社。1994年、日刊ゲンダイ（関西）に移籍。
- 藤牧満男（関東） - 椋木の前のキャプテントラックマン。スーパー競馬、日曜競馬ニッポンでメイン解説を歴任。2019年8月に定年退職したが2020年頃まで競馬ニッポン→JRA中央競馬実況中継に出演。
- 吉田均（関東） - 創刊と同時に入社、1983年から2008年まで東日本主場本紙予想。『チャレンジザ競馬』→『スーパー競馬』→『BSスーパーKEIBA』、競馬ニッポンを歴任し最盛期には掛け持ちで出演。2024年に亡くなる直前まで現役で調教取材を続けた。通称「攻めの吉田」、同名コラムを担当。

### ゲスト予想者
- 大橋巨泉 - 創刊と同時に「巨泉でバッチリ」を連載開始。『競馬ニッポン』スタート後は同番組とも連携した。1988年（昭和63年）、田村駿仁との論戦をきっかけに予想活動を引退。
- 木梨憲武（とんねるず） - 「木梨ノリゾーのわたしだけのヨソウですので」というタイトルで、GIシーズンを中心に期間限定で登場。しかし全く根拠のない出鱈目も多く、笑いに向いていた予想だった。

## 放送系メディアとの関係
フジサンケイグループの中核たる産経新聞社が発行する媒体であるため、当紙所属のトラックマンは同じフジサンケイグループ内の放送局であるフジテレビ系列・BSフジ・文化放送・ニッポン放送・ラジオ大阪等の競馬中継番組に出演する者が多く、フジサンケイグループ以外のメディア出演は1990年代以前には全くと言っていいほどなかった。競馬新聞協会加盟の他紙に所属していた者でもフジサンケイグループ内放送局への起用をきっかけにエイトへ移籍する例すら見られたが、近年はフジサンケイグループとは無関係のグリーンチャンネルにも所属トラックマンが出演するようになっている。

### カンテレ・競馬ブックとの関係の変化
ただし1990年代まではキー局フジテレビ以外のFNS系列局は競馬エイトトラックマンの解説者起用には消極的であり、中京圏以西を中心に関西の最大手専門紙競馬ブックトラックマンの起用が目立っていた。これは、カンテレ制作の中継が現在の形に近くなった1969年（昭和44年）当時、まだエイトが創刊しておらず、関西の競馬専門紙で最も積極的に解説者を派遣しようとした競馬ブックから起用するしかなかったという事情がある。
2000年代以降徐々に各系列局が競馬ブック所属のトラックマンから、競馬エイトトラックマンに切り替えるようになった。フジテレビが『スーパー競馬』を全面リニューアルした2008年からは、フジテレビ制作で東日本中心の放送となっている『みんなのケイバ』に解説者を派遣せず、1985年（昭和60年）以来確保していたキー局フジテレビでのレギュラー解説者枠が一旦消滅することとなった。またカンテレ制作で西日本のレースをメインに扱う『DREAM競馬』や夏の北海道開催時に北海道文化放送制作でローカル放送される『ドラマチック競馬』では競馬ブックの影響が強かったが、全面リニューアルを機に競馬エイトのトラックマンを解説者として招いている。
エイトのレギュラー解説者が不在だった2008年、2009年においてはフジテレビは競馬新聞社所属のトラックマンよりもスポーツ新聞社所属の競馬記者を重用。他に『DREAM競馬』でも東海テレビ制作の中京主場開催時にはエイトのトラックマンが出演しなかったが、2010年（平成22年）1月10日放送より再度リニューアルした『みんなのKEIBA』にて松本がレギュラー解説者として加入。フジテレビへの解説者派遣が再開された。

時を同じくして『DREAM競馬』も改題することになり、カンテレ制作版『競馬beat』では『競馬中継』時代から40年以上出演したブックの重鎮大坪元雄が高齢もあってレギュラー解説を勇退、解説者はエイトトラックマンのみとなった。これにより2010年からは日曜東西主場開催において、全国放送を担当する実況席解説者はエイトのトラックマン（東主場：松本、西主場：高橋（小倉開催は喜多村））で統一されることとなった。なお東海テレビ制作版は引き続き中日スポーツのトラックマンを中心に起用、エイトのトラックマンはフジテレビ系列の競馬中継番組中唯一不在となる。
また、同年から北海道シリーズ開催中は津田が実況席解説者（隔週）になっており、この期間中は3場すべてが競馬エイトのトラックマンが担当することになる。

### フジサンケイグループ外の競馬放送への出演
JRA外郭団体の一般財団法人が運営しているグリーンチャンネルには、競馬新聞協会加盟の他紙やデイリー馬三郎などと共に解説者を派遣しており、『中央競馬全レース中継』『トラックマンTV』などでエイトのトラックマンの姿を見ることができる。
ラジオNIKKEI『中央競馬実況中継』では、第1放送・日曜日の『今日のコラム』にエイトのトラックマンが呼ばれることが稀にあるが、この場合エイトではなくサンスポ所属と紹介されており、予想は披露しない。
ラジオ日本『競馬実況中継』には、『日曜競馬ニッポン』が現在の形となる前の1970年代前半に大橋巨泉がゲスト出演したとの記録があるが、巨泉はあくまでもゲスト予想者の位置付けであり正式所属ではなかった。産経新聞社（1987年まではサンケイスポーツ新聞社）の正社員である競馬エイトスタッフは出演したことがない。

### テレビコマーシャル
1990年代には主に『スーパー競馬』にて、同誌のテレビCMに所属トラックマンが紹介されたバージョンが毎週流れていた。出演トラックマンは吉田（「攻めの吉田」）、藤牧（「ゴールまで一気藤牧」）、戸田一生（「坂路の戸田」）、椋木（「椋木で勝負」）、松本（「ヒロシの冒券松本」）の5人が出演。なお、本CMでは松本ヒロシは“覆面トラックマン”としての出演であった（カッコ内はCM内でのキャッチフレーズ）。
2000年代に入ってから関東版でのテレビCMは途絶えていたが（ラジオCMは現在も継続）、2012年4月6日にこれまでの紙面を一新する大リニューアルを行ったことにより、久々にテレビCMが復活。かつてのように所属トラックマンは出演しない。関西版についてはCMは継続して『DREAM競馬』→『競馬beat』→『KEIBA BEAT』にて放送され、関西競馬エイト記者が出演するバージョンのCM、のちに紙面をベースとしたコンピュータグラフィックのCMが放送されている。